# São Miguel dos Campos
São Miguel dos Campos est une municipalité brésilienne dans l'État de l'Alagoas.

## Personnalités
- Francisco Manuel dos Santos Pacheco (1850-1926), militaire, homme politique et colonel, est né et mort à São Miguel dos Campos.